# Ermita de Sanç
L'ermita de Sanç o ermita de Sant Antoni Abat és una ermita que es troba al terme municipal de Benidorm (la Marina Baixa). Va ser fundada el 1780 per Tomàs Sanç, procurador general dels senyorius de Polop i Benidorm, de qui prové el seu nom. En l'actualitat està en funcionament i se celebren diverses festes durant l'any.

## Història
Segons els documents conservats, l'ermita degué haver-se fundat al voltant del 1740. Tomàs Sanç, de qui no es té gaire més informació que el càrrec de procurador general dels senyorius, fou qui la va manar fer.
En 1901 es va construir el primer campanar, sufragat amb donatius públics. Després de la Guerra Civil, cap a 1955, l'edifici es va considerar ruïnós i es va derruir per a construir l'ermita que es conserva actualment. Entre els anys 80 i 90 es van construir el porxo, la nova teulada a dos aigües i es va afegir més altura al campanar.
Des del 1985 és propietat de l'Ajuntament de Benidorm i de la diòcesi d'Oriola-Alacant, amb la col·laboració econòmica dels veïns. L'ermita és un punt de congregació i d'actes socials per a la gent de Benidorm.

## Festes
En l'actualitat, en l'ermita de Sanç se celebren les següents festivitats durant l'any:
- Cavalcada dels Reis Mags: la vespra del dia de reis, el 5 de gener.
- Festes de Sant Antoni del Porquet: el cap de setmana del 17 de gener. És una de les festes més antigues de la localitat.
- Festes de Sant Isidre Llaurador: el 15 de maig.
- Festes de la Mare de Déu del Roser: el segon cap de setmana d'octubre. És la festa dels fadrins.